# Тирич-Мир
Тирич-Мир, Тиричми́р (урду ترچ میر‎) — гора на севере Пакистана высотой 7708 м, наивысшая точка Гиндукуша. Высшая точка мира за пределами горных систем Гималаи — Каракорум. Расположен в 240 км к северо-западу от горы Нанга-Парбат и около 300 км от Кабула и Пешавара. Его отроги отходят во все стороны и соединяют его с соседними пиками. Между ними расположены крупные ледники.
Первое восхождение было совершено в 1950 году норвежской экспедицией, возглавляемой Арне Нессом.

## Топографические карты
- Лист карты J-42-XXXVI. Масштаб: 1 : 200 000. Указать дату выпуска/состояния местности.